# Vivendi Pictures

Logo StudioCanal

Vivendi Pictures of Vivendi Universal Pictures was een voorgestelde filmstudio, die zou dienen als moederbedrijf voor Universal Studios, StudioCanal en PolyGram Filmed Entertainment, begin twintigste eeuw. Al deze bedrijven waren destijds in handen van Vivendi Universal.
Alhoewel het idee in het begin goed werd ontvangen, vreesden veel critici dat de grootste filmstudio van Vivendi Universal, Universal Studios, onder dit nieuwe systeem zou lijden. Het zou, hoewel het een van de tien grootste filmmaatschappijen ter wereld is, gepositioneerd worden naast het veel kleinere StudioCanal en het inmiddels alleen nog maar als merknaam bestaande PolyGram Filmed Entertainment (bekend van de film Elizabeth uit 1998 met Cate Blanchett).
Het idee werd uiteindelijk uitgesteld toen het Vivendi Universal slechter afging om winst te maken. Hierdoor werd de oude structuur behouden: Universal Studios onder Vivendi Universal Entertainment, StudioCanal onder de Canal+ Groupe en PolyGram slechtst nog bestaand als naam en in het bezit van Universal Studios.
In 2004 werd Vivendi Universal Entertainment echter verkocht aan General Electric om door een fusie met NBC, NBC Universal te creëren.
Het Vivendi Pictures-plan is hierdoor in een nog slechter water belandt. Men denkt echter dat Vivendi in de toekomst een poging zal maken om van StudioCanal een internationalere studio te maken, aangezien ze nu nog voornamelijk co-producties produceren en de avondvullende producties zijn voornamelijk Franstalig. In dat geval zou Vivendi Pictures een goede manier zijn om ook internationaal weer meer filmsucces te boeken.